# 费利克斯·捷尔任斯基警卫团
费利克斯·捷尔任斯基警卫团（德語：Wachregiment "Feliks E. Dzierzynski"）是德意志民主共和国安全部门国家安全部（史塔西）下属的准军事组织。虽然以团命名，该组织逐渐形成了一个摩托化步兵师的规模，组成成员以营为单位组建。其职责是保护东德党和国家领导人的人身安全，为有关建筑做警卫工作。其成员由经验丰富且意识形态上可靠者构成，与国家人民军相独立，战时用来镇压叛乱和暴动。该组织由六个摩托化步兵营、一个炮兵营和一个训练营组成，装备有PSZH-IV装甲运兵车、120毫米迫击炮、85毫米和100毫米反坦克炮、ZU-23防空炮和直升机。成员身着紫色袖条。该团得名于苏联契卡的创始人费利克斯·捷尔任斯基。